# Aleh Haroschka
Aleh Uladsimirawitsch Haroschka (belarussisch Алег Уладзіміравіч Гарошка; russisch Олег Владимирович Горошко Oleg Wladimirowitsch Goroschko; * 19. November 1989 in Hrodna, Weißrussische SSR) ist ein belarussischer Eishockeyspieler, der seit 2019 bei Lokomotive Orscha  unter Vertrag steht und 2020 in die belarussische Extraliga aufstieg.

## Karriere
Aleh Haroschka begann seine Karriere als Eishockeyspieler in seiner Heimatstadt in der Nachwuchsabteilung des HK Njoman Hrodna. Von dort aus wechselte er zum HK Homel, für dessen zweite Mannschaft er von 2004 bis 2008 in der zweiten belarussischen Spielklasse aktiv war. In der Saison 2008/09 gab der Verteidiger sein Debüt für die Profimannschaft von Schinnik Babrujsk in der belarussischen Extraliga. In den folgenden beiden Spielzeiten lief er für seinen Heimatverein HK Njoman Hrodna in der Extraliga auf.
Zur Saison 2011/12 wurde Haroschka vom HK Dinamo Minsk aus der Kontinentalen Hockey-Liga verpflichtet und absolvierte für diesen 178 KHL-Partien.
Zwischen 2016 und 2018 stand er beim HK Junost Minsk unter Vertrag, anschließend ein Jahr beim HK Dinamo Maladsetschna. 2019 wechselte er zu Lokomotive Orscha. Mit diesem Klub erreichte er 2020 den Aufstieg in die belarussische Extraliga.

### International
Für Belarus nahm Haroschka im Juniorenbereich an der U18-Junioren-B-Weltmeisterschaft 2007 sowie der U20-Junioren-B-Weltmeisterschaft 2009 teil. Im Seniorenbereich stand er im Aufgebot seines Landes bei der A-Weltmeisterschaft 2011.

## Erfolge und Auszeichnungen
- 2007 Aufstieg in die Top-Division bei der U18-Junioren-Weltmeisterschaft der Division I
- 2017 Belarussischer Vizemeister mit dem HK Junost Minsk
- 2018 Gewinn des IIHF Continental Cups mit dem HK Junost Minsk
- 2018 Belarussischer Vizemeister mit dem HK Junost Minsk

## Karrierestatistik
(Legende zur Spielerstatistik: Sp oder GP = absolvierte Spiele; T oder G = erzielte Tore; V oder A = erzielte Assists; Pkt oder Pts = erzielte Scorerpunkte; SM oder PIM = erhaltene Strafminuten; +/− = Plus/Minus-Bilanz; PP = erzielte Überzahltore; SH = erzielte Unterzahltore; GW = erzielte Siegtore; 1 Play-downs/Relegation; Kursiv: Statistik nicht vollständig)